# Cebrenia
Cebrenia és una característica d'albedo a la superfície de Mart, localitzada amb el sistema de coordenades planetocèntriques a 49.67 ° latitud N i 150 ° longitud E. El nom va ser aprovat per la UAI l'any 1958 i fa referència a Cebrenia, província nord-oriental de la plana de Troia.